# Bonellia lippoldii
Bonellia lippoldii là một loài thực vật có hoa trong họ Anh thảo. Loài này được (Lepper) B.Ståhl & Källersjö mô tả khoa học đầu tiên năm 2004.